# Goriella sandroi
Goriella sandroi is een slakkensoort uit de familie van de Eulimidae. De wetenschappelijke naam van de soort werd in 2008 voor het eerst geldig gepubliceerd door Robert Moolenbeek.